# Eidem
Eidem (łac. „ci(ż) sami”, „tych samych”) – określenie używane głównie w przypisach i cytatach (zawartych w tekstach naukowych lub prawniczych), odnoszące się do dwóch lub więcej autorów.

## Przykład 1
1. A. Żaba, B. Ryba, Historia miasta Przeworska, Przemyśl 1995, s. 45.
2. Eidem, Historia miasta Leżajska, Rzeszów 1997, s. 55.

Odwołanie numer 2 odsyła do tych samych autorów co odwołanie numer 1, ale do innej publikacji z ich dorobku.

## Przykład 2
1. F. Duży, G. Mały, „Zamek w Książu”, w: eidem, Zamki i pałace Polski, Warszawa 2007, s. 80-95.

Wskazanie, że rozdział „Zamek w Książu” znajduje się w książce o nazwie Zamki i pałace Polski. Autorami rozdziału, jak i samej książki są te same osoby.